# Грибанов, Денис Белянович
Денис Белянович Грибанов (род. 3 июня 1986, Геленджик) — российский яхтсмен, бронзовый призёр чемпионатов мира и Европы 2015 года в соревнованиях в классе 470, чемпион России, Мастер спорта международного класса. Участник Летних Олимпийских игр 2016 и 2020.

## Спортивная биография
Заниматься парусным спортом Денис Грибанов начал ещё школьником в местном яхт-клубе. Первым его тренером стал Юрий Степанович Коробов. На некоторое время прерывал свои занятия парусным спортом, перейдя в волейбол. В течение 8-ми лет выступал вместе с Владимиром Чаусом. В 2011 году Грибанов и Чаус стали двукратными чемпионами летней Универсиады в китайском Шэньчжэне. После неудачного отбора на летние Олимпийские игры в Лондоне дуэт распался.
С 2012 года Грибанов стал выступать шкотовым в экипаже Павла Созыкина. В 2014 году российский экипаж выступил на чемпионате мира в испанском Сантандере. По итогам соревнований Созыкин и Грибанов заняли высокое 10-е место, что также позволило завоевать лицензию на участие в летних Олимпийских играх 2016 года в Рио-де-Жанейро. В июне 2015 года российский дуэт стал 5-м на открытом чемпионате Европы, но поскольку впереди россиян финишировали спортсмены из США и Австралии, то россияне стали бронзовыми призёрам европейского первенства. Главным достижением в карьере российских спортсменов стала бронзовая медаль, завоёванная на чемпионате мира 2015 года в израильской Хайфе. Также эта медаль стала первой в истории России, завоёванная на мировых первенствах в классе «470» (мужчины). До этого лучший результат был в 1997 году у экипажа Дмитрия Березкина и Евгения Бурматнова — 4 место. В ноябре 2015 года Созыкин и Грибанов, представляющие Краснодарский край, с большим запасом победили на чемпионате России в Сочи.
В сезоне 2017 года выступает за команду ЦСК ВМФ при спонсорской поддержке от синдиката «Fantastica» члена Президиума ВФПС Ланфранко Чирилло. В августе 2019 года Созыкин и Грибанов заняли 11-е место на чемпионате мира в классе 470, завоевав тем самым лицензию для участия в Олимпийских играх 2020 года в Токио.
- 2020 год. Чемпион России в классе «470» вместе с Павлом Созыкиным[7].
- 2021 год. Чемпион России в новой олимпийской дисциплине «470», смешанный разряд. Вместе с Алисой Кирилюк[8].
- 2024 год. Tenzor International Cup 2024 MX700 в составе парусная команды КБР [9]

## Достижения
- Яхтсмен года в номинации «Команда года»: 2015 (вместе с Павлом Созыкиным)
- 9—кратный чемпион России в классе яхт «470»

## Личная жизнь
- Жена — Наталья, дочь — Арина.
- Окончил КГУФКСТ, факультет спорта, кафедра теории и методики парусного и гребного спорта.
- Имеет воинское звание прапорщик[10].